# فالبورغ وكارين جوتا
فالبورغ وكارين جوتا (عام ذروة النشاط 1350)، كانتا امرأتين سويديتين تم تعيينهما، وفقًا للأسطورة المتداولة، موظفتين بالمحكمة بعد فترة الطاعون الأسود العظيم. وإذا صحت مزاعم الأسطورة، فقد تبوأتا منصبًا فريدًا من نوعه آنذاك.
وتقول الأسطورة إنه عندما قام قاضي محكمة فارملاند بإعادة اجتماع المحكمة، بعد انتهاء الطاعون الأسود العظيم في السويد عام 1350، أصبحتا عضوتين في المحكمة. وبدلاً من المسؤولين الإثني عشر المنصوص عليهم للمحكمة، لم يتبق إلا عشرة فقط. ولم يكن من الممكن انتخاب رجلين جديدين لملء المنصبين الشاغرين، بسبب كثرة أعداد المتوفين جراء الطاعون. ولذلك قرر القاضي استدعاء هاتين المرأتين، كارين جوتا من كاليتان وفالبورغ من نوردماركيشتان، لشغل هذين المنصبين في المحكمة لاستكمال عدد قضاتها. ولم يكن هذان المنصبان رسميين فقط، إذ إن المرأتين لعبتا دورًا نشطًا في إدارة شؤون المحكمة. ووفقًا للأسطورة، كان القاضي يثق بشكل كبير جدًا في حكمهما وحكمتهما، وكان غالبًا ما يطلب رأيهن ومشورتهن وكان يعمل بها في كثير من الأحيان.

## الأدب
- Wilhelmina Stålberg: Anteckningar om svenska qvinnor (=Notes on Swedish women) (in Swedish)